# François Jouffa
 (avril 2015).
 (décembre 2018).
Si vous disposez d'ouvrages ou d'articles de référence ou si vous connaissez des sites web de qualité traitant du thème abordé ici, merci de compléter l'article en donnant les références utiles à sa vérifiabilité et en les liant à la section « Notes et références ».
 (mars 2019).
Pour les articles homonymes, voir Jouffa.
François Jouffa, né le 6 décembre 1943 à Paris, est un journaliste français, animateur de radio et de télévision, écrivain, cinéaste et ethnomusicologue.

## Biographie
François Jouffa est le fils aîné d'Yves Jouffa, avocat, conseiller d'État et ancien président de la Ligue des droits de l'homme.
Plus jeune des reporters d'Europe N°1 (il n'avait pas encore 20 ans à son arrivée dans la prestigieuse rédaction à l'automne 1963), François Jouffa rencontra pour cette radio les idoles de la rock et pop culture, soit les artistes qui ont révolutionné la chanson et la musique populaire du XXe siècle. Les rencontres se sont déroulées sur les Champs-Elysées avec Elvis Presley, dans l'avion des Beatles, dans les loges des Rolling Stones ou de Stevie Wonder, en coulisses avec Jim Morrison ou Jimi Hendrix, en tournée avec Bob Marley dans son bus, etc. Il a été l'interlocuteur français privilégié de Bob Dylan, Mick Jagger ou John Lennon. Mais aussi de Janis Joplin, Ray Charles, David Bowie, sans oublier Miles Davis, Michel Legrand ou Ravi Shankar. Il a interviewé Damia, Maurice Chevalier, Georges Brassens, Jacques Brel, Serge Gainsbourg, Georges Moustaki, Françoise Hardy, Sylvie Vartan, Claude François, Eddy Mitchell, Jacques Dutronc, et bien sûr Johnny Hallyday à qui il consacra plusieurs livres. Ses interviews et reportages étaient diffusés lors les flashes d'informations d'André Arnaud lors de l'émission culte Salut les copains sur Europe N°1.
De 1966 à 1968, François Jouffa fut rédacteur en chef de Bande à part, mensuel financé par plusieurs jeunes journalistes d'Europe N°1 et destiné au public lycéen.
Depuis 1969 et un voyage initiatique sur « les chemins de Katmandou », François Jouffa a produit et réalisé une cinquantaine de disques de musiques du monde principalement enregistrés en Asie par lui-même in situ. Toutes les pochettes des LP puis des CD, ainsi que les pages des livrets, sont illustrées de photos prises par sa complice Sylvie Jouffa. Ses enregistrements des Amérindiens du Mexique de 1970 deviennent le CD officiel de l'expo sur les Mayas du musée du Quai Branly en 2014.
En 1976, il dirige le mensuel de charme Privé après avoir été l'une des plumes de Absolu créé par le chanteur Claude François.
De 1976 à 1978, il est auteur-présentateur pour des séries sur Antenne 2 comme Johnny Story, Elvis Story ou Beatles Story dans l'émission hebdomadaire 1 sur 5. En 1978, sur la même chaîne, il est animateur en prime time dans Mi-Fugue Mi-Raison. En 1982, sur France 2, il est auteur, réalisateur et acteur pour Remue méninges. En 1983, il est chroniqueur sur TF1 dans Droit de réponse. Toujours sur TF1, en l'an 2000, il est auteur-chroniqueur de Toutes les chansons ont une histoire en prime time.
François Jouffa cosigne le scénario et les dialogues du long-métrage La Michetonneuse (ou Trouble) de Francis Leroi (tournage en 1970, sortie en 1972), projeté pendant trois mois dans la salle parisienne Les 3 Luxembourg. Puis, c'est le scandale de son film La Bonzesse (tournage en 1973, sortie en 1974), film avec Sylvie Meyer et Bernard Verley que François Jouffa réalise à Paris et à Ceylan et qui est interdit pendant presque un an sous la présidence de Georges Pompidou,. Dans les années 1970, il collabore comme interviewer aux films de Jean-François Davy (Prostitution et Exhibition II).
Il est coauteur et coréalisateur avec Francis Leroi du docu-fiction Sex & Perestroïka, tourné clandestinement à Moscou en avril-mai 1990 (Секс и перестройка). Il en est aussi l'acteur mâle principal aux côtés de comédiennes soviétiques comme Evgeniya Kryukova (Евге́ния Крю́кова-Wikipedia).
François Jouffa a été journaliste pigiste pour la presse écrite, entre autres pour Paris Match, Libération, Le Journal du Dimanche, Elle, L'Aurore, Le Figaro, Le Matin ou Le Figaro, sans oublier les publications pour la jeunesse (Rock & Folk, Pop Music, Music Maker, Podium, Rockmixer).

### Journaliste et animateurradio
- Reporter pour Europe N°1 dans les années 1960 : ainsi, par exemple, il a couvert les funérailles de Winston Churchill à Londres et le voyage du général De Gaulle en Vendée en 1965, le mariage princier à Copenhague en 1967, les barricades de Mai 68 à Paris, le lancement et l'alunissage d'Apollo 12 depuis Cap Kennedy puis à la NASA de Houston en 1969.
- Journaliste-animateur pour Europe 1 : Europe Jeunesse (alors qu'il est adolescent en 1956-1957), Campus (mars-avril 1968), Europe Midi (1969-1970), Carré Bleu (1971-1972), Radio 2 (1973-1974), Radio Libre à (saison 1982). Et, enfin, il anime Vinyl Fraise quotidiennement pendant cinq années (de l'été 1991 à l'été 1996). Après 40 années de service, il quitte définitivement son bureau et les studios d'Europe 1. Sa dernière émission sur cette radio est donc Vinyl Fraise[1], basée sur les succès des décennies 1950, 1960, 1970 et 1980, rock, pop, jazz et chansons à la demande des auditeurs, avec les anecdotes historiques et les souvenirs personnels de l'auteur entre les diffusions de disques en vinyle dont il annonce -déjà- le retour.
- Dans la première moitié des années 1970, ce qui est inhabituel, François Jouffa est à la fois sur l'antenne d'Europe 1 en semaine et sur les ondes de France Inter chaque weekend.
- De 1969 à 1981, il est coauteur et co animateur avec Simon Monceau dans les weekends de France Inter, soit TSF qui deviendra L’Oreille en Coin, de nombreuses émissions comme Bande à Part, Jeune, Jolie mais seule (ou JJMS ) sur la vie sentimentale de la nouvelle génération de femmes cadres et actives et aussi Le cahier à spirale sur  les 11-13 ans où ceux-ci sont interrogés sur tous les sujets tabous, notamment la politique, la famille, l'information et la sexualité[3].
- François Jouffa écrit, produit, réalise et co anime, sur France Inter, d'autres émissions comme Un cartable en vacances (avec Simon Monceau), Le bon vieux temps du rock and roll et Tutti Frutti (avec Tony Crawley), Disques d'Or (avec Clémentine Célarié, puis son fils Alexis Jouffa alors âgé de 10 ans), Vinyl Café (été 1997).
- Il dirige FIP (France Inter Paris, Radio France) et la douzaine de FIR en régions (1983-1991).

## Vie privée
En couple depuis Mai 68 à Ibiza avec Sylvie Roterman, future Sylvie Jouffa en septembre 1969, ils sont les parents d'Alexis Jouffa (né en 1976 à Paris) et de Susie Jouffa (née en 1979 à Séoul).

## Distinctions
- Sociétaire de la SACEM, de la SCAM et de la SACD

## Décoration
- Chevalier de l'ordre des Arts et des Lettres. Nommé par le ministre de la Culture Jack Lang en 1985.

## Ouvrages publiés
François Jouffa a signé, cosigné et publié une centaine d'ouvrages : principalement des livres sur la musique populaire, les chanteurs pop-rock et la contre-culture des sixties-seventies, puis des livres d'humour lors des vingt dernières années.
Ses éditos publiés dans l'hebdomadaire Pop Music ont été réunis dans l'ouvrage : 
- La Culture pop des années 70 (Le pop-notes de François Jouffa), Spengler éditeur, 1994.

### en collaboration avecJacques Barsamian
- Johnny Story, Éditions de France, 1975; Éditions 13-Carrère, 1979.
- Stones Story, Éditions de France, 1976.
- Elvis Presley Story, éditions Alain Mathieu, 1977.
- Idoles Story (Yéyé Story), éditions Alain Mathieu, 1978.
- L’Âge d’or du rock ’n’ roll, éditions Ramsay, 1980; France Loisirs, 1987;  éditions Michel Lafon, 1994.
- L’Âge d’or de la pop music, éditions Ramsay, 1982.
- L’Âge d’or du yéyé, éditions Ramsay, 1983.
- L’Âge d’or du rock & folk, éditions Ramsay, 1985.
- L’Âge d’or de la rock music, éditions Ramsay, 1986.
- L’Aventure du rock, éditions Ramsay/Édition°1, 1989.
- Johnny, 50 ans, Édition° 1/Michel Lafon, 1992; réédité sous le titre Johnny Story, éditions Michel Lafon, 1995.
- Vinyl Fraise les années 60, éditions Michel Lafon, 1993.
- L’Encyclopédie de la black music, éditions Michel Lafon, 1994.
- L’Encyclopédie du rock américain, éditions Michel Lafon, 1996.
- Johnny 60 ans, éditions l’Archipel, 2002; réédité sous le titre Johnny Story, Succès du Livre, 2003.
- Les Stones 40 ans de rock & roll, éditions Ramsay, 2003; Ramsay poche, 2008.
- Histoire du rock, 1000 pages aux éditions Tallandier, 2005; réédition 2008.
- Génération Johnny, éditions Gründ, 2010.

### en collaboration avec Frédéric Pouhier
- Fous Rires 2009, Leduc.S Éditions, 2008.
- Fous Rires 2010, Leduc.S Éditions, 2009.
- 365 devinettes, proverbes, excuses et annonces à la con, First Éditions, en 2009; réédition 2023. Réédition en éphéméride sous le titre 365 idées, blagues et devinettes à la con, éditions Millesima, 2023.
- 100 % devinettes et autres questions idiotes, First Éditions, 2009; réédité sous le titre Devinettes et questions idiotes, collection « Le mot pour rire », First Éditions, 2014.
- C'est la crise… de rire, First Éditions, 2009.
- Comment vanner un homme/Comment vanner une femme, First Éditions, 2010; réédité sous le titre Comment vanner un homme/une femme, collection « Le mot pour rire », First Éditions, 2013.
- Comment ruiner sa vie en 50 leçons, First Éditions, 2010.
- Fous Rires 2011, Leduc.S Éditions, 2010.
- 300 proverbes du monde entier, First Éditions, 2010; réédition 2022.
- La Compil' de l'humour Summer 2011, First Éditions, 2011.
- L'Officiel des vannes, First Éditions, 2011.
- Fous Rires 2012, Leduc.S Éditions, 2011.
- L'Officiel de l'humour juif, avec Sylvie Jouffa, préface de Jacky Jakubowicz, First Éditions, 2012[4].
- 100% Vannes, First Éditions, 2012.
- Fous Rires 2013, Leduc.S Éditions, 2012.
- Les meilleures blagues d'écoliers, Éditions Tut-Tut, 2012.
- Pas de bras, pas de chocolat et 400 autres répliques cultes du cinéma, Éditions Tut-Tut, 2012.
- 150 tweets improbables, First Éditions, 2013.
- 100% Toto, Oin-Oin, Marius et Olive, Éditions Tut-Tut, 2013.
- Comment vanner une blonde, comment vanner une brune, First Éditions, 2013.
- Le grand livre des blagues d'écoliers, Éditions Tut-Tut, 2013.
- Le petit livre de l'humour noir, First Éditions, 2013. Réédition 2024.
- Fous Rires 2014, Leduc.S Éditions, 2013.
- 365 vannes pour se débarrasser des emmerdeurs, First Éditions, 2013.
- Petites annonces à la con, First Éditions, 2013; réédition reliée, First Éditions, 2018.
- Les meilleures blagues débiles, Éditions Tut-Tut, 2014.
- Les 150 blagues les plus machos, First Éditions, 2014.
- Dragueur de merde ! Les 200 pires phrases pour draguer, First Éditions, 2014.
- La sagesse du monde en 150 proverbes, First Éditions, 2014. Réédition 2024.
- Excuses à la con, First Éditions, 2014; réédition reliée, First Éditions, 2019 et 2026.
- Je médite (donc je suis) aux toilettes, Éditions Tut-Tut, 2014.
- Fous Rires 2015, avec les dessins d'actualité d'Olivier Ranson, Leduc.S Éditions, 2014.
- Au secours ! J'ai un repas de famille. Petits conseils de survie, First Éditions, 2014.
- C'est le comble !, First Éditions, 2014; réédition reliée, First Éditions, 2019.
- Dans un monde parallèle ..., First Éditions, 2015.
- Le grand méchant dico des personnalités, First Éditions, 2015.
- Carnet secret de François Hollande pour sauver la France, First Éditions, 2015.
- Toc toc toc... Qui est là ?, First Éditions, 2015.
- 100 modèles de courriers d'insultes, First Éditions, 2015.
- Fous Rires 2016, Leduc.S Éditions, 2015.
- 3650 Blagues, ouvrage collectif avec T. Bisignani, B. Isaert, L. Kimo, L. Gaulet, V. Lafleur, First Éditions, 2015.
- 365 jours d'humour noir, First Éditions, 2015.
- Perles à mourir de rire, First Éditions, 2015.
- Les perles de Chirac, Éditions Tut-Tut, 2015; réédition Éditions Leduc Humour, 2019.
- Tu sais que tu as 30 ans ou + quand ..., First Éditions, 2015, réédition 2022.
- Tu sais que tu as 40 ans ou + quand ..., First Éditions, 2015; réédition 2022; réédité aussi sous le titre La nostalgie du bon vieux temps dans le kit La quarantaine vaut mieux en rire, First Éditions, 2019; réédition First Éditions, 2020.
- Tu sais que tu as 50 ans ou + quand ..., First Éditions, 2015; réédition 2022.
- Tu sais que tu as 60 ans ou + quand ..., First Éditions, 2015; réédition 2022; réédition aussi sous le titre Petites blagues pour séniors endurcis dans le kit Vivre la retraite, First Éditions, 2019; réédition First Éditions, 2020.
- Les meilleures répliques de cinéma aux toilettes, Éditions Tut-Tut, 2016.
- Oups ... on était à l'antenne ! Les perles de la radio, First Éditions, 2016.
- Journal intime de Jacques (et de Bernadette) Chirac, Éditions Tut-Tut, 2016; réédition 2022.
- Perles de Churchill, Éditions Tut-Tut, 2016; réédition reliée et illustrée, Éditions Tut-Tut, 2018 (Prix Lions Club 2019).
- 3650 Blagues Volume 2, ouvrage collectif, First Éditions, 2016.
- Fous Rires 2017, Leduc.S Éditions, 2016.
- # juste pour faire chier, 200 tweets pour emmerder le monde !, Éditions Tut-Tut, 2016.
- 365 jours avec Jacques Chirac (et Bernadette), Éditions Tut-Tut, 2016; réédition 2022.
- Le Grand livre à la con, Éditions Tut-Tut, 2016; réédité sous le titre Le meilleur du pire des blagues à la con, Éditions Tut-Tut, 2017.
- Guide de survie du couple, Éditions Tut-Tut, 2017.
- Les nouvelles perles du 18, Éditions Tut-Tut, 2017; réédité dans l'ouvrage collectif Le meilleurs des perles de santé, Éditions Tut-Tut, 2018.
- Fous rires spécial apéro, Éditions Tut-Tut, 2017.
- Les perles de dictateurs, Éditions Tut-Tut, 2017.
- Fous Rires 2018, Leduc.S Éditions, 2017.
- Le Grand livre de la vacherie, Éditions Tut-Tut, 2017.
- Le grand livre des faits divers à la con, Éditions Tut-Tut, 2018.
- Fous Rires 2019, Leduc.S Éditions, 2018.
- Perles de Clemenceau, Éditions Tut-Tut, 2018.
- Tu sais que tu vis avec un footeux quand ..., sous le pseudonyme de Léa Panenka, First Éditions, 2018.
- Tu sais que tu es accro aux séries quand ..., First Éditions, 2018.
- Tu sais que tu fais une crise de la quarantaine quand ..., First Éditions, 2018; réédition sous le titre La nostalgie du bon vieux temps dans le kit La quarantaine vaut mieux en rire, First Éditions, 2019.
- Tu sais que tu as besoin de vacances quand ..., First Éditions, 2019.
- Les plus beaux proverbes d'Asie, First Éditions, 2019.
- Jouez-la comme Churchill !, Leduc.S. Humour, 2019; réalisé en livre audio (durée : 3 heures) lu par François Montagut, Audible (Amazone), 2019.
- Fous Rires 2020, Leduc.S. Humour, 2019.
- Les 1000 meilleures vannes de l'histoire de l'humanité, First Éditions, 2019.
- Tu sais que tu dois arrêter de fumer quand ..., First Éditions, 2019.
- Fous Rires 2021, Leduc.S. Humour, 2020.
- Perles de riches, Leduc.S. Humour, 2020.
- Perles de la Covid, Leduc.Humour, 2021.
- Fous Rires 2022, Leduc Humour, 2021.
- Fous Rires 2023, Leduc Humour, 2022.
- Fous Rires 2024, Leduc Humour, 2023.
- Fous Rires 2025, Leduc Humour, 2024.

### en collaboration avec d'autres auteurs
- Pourquoi n’êtes-vous pas hippie?, ouvrage collectif dirigé par le photographe Bernard Plossu, éditions La Palatine, 1970.
- Le Cahier à spirale, les nouveaux adolescents, avec Simon Monceau, Éditions des Autres, 1979.
- Les Années soixante en noir et blanc, ouvrage collectif dirigé par Maurice Achard, éditions Métailié, 1980.
- L’Agenda des Stones, avec Jean-Claude Gambert, éditions Olivier Orban, 1982.
- Vingt chansons françaises, ouvrage collectif dirigé par François Ruy-Vidal, Publications Alain Pierson, 1984.
- Entre deux censures, le cinéma érotique de 1973 à 1976, avec Tony Crawley, préface de Jean-Jacques Pauvert, Ramsay Cinéma, 1989; réédité sous le titre L'âge d'or du cinéma érotique et pornographique, Ramsay Cinéma, 2003.
- Jagger, 50 ans, avec Jean-Claude Gambert, éditions Michel Lafon, 1993.
- McCartney, 50 ans, avec Éric Dupuich et Éric Krasker-Tambrun, éditions Michel Lafon, 1993.
- Le Dictionnaire des Beatles, avec Jean-Louis Polard, éditions Michel Lafon, 1995;  réédition Le Castor Astral, 2000.
- Chansons portraits, avec les photos de Patrick Ullman, éditions Hors Collection, 1998.
- Le Rock et la Plume, ouvrage collectif dirigé par Gilles Verlant, éditions Hors Collection, 1999.
- Secrets de chansons, avec Daniel Lesueur, éditions Hors Collection, 2000.
- Mes noces d’or avec l’Olympia, avec Paulette Coquatrix, éditions Le Castor Astral, 2001.
- Tu connais pas la dernière ?, avec Alain Briaux, First Éditions, 2005; réédition en Petits livres, Volume 1, 2005; Vol 2 et Vol 3, 2008.
- Et celle-là, tu la connais ?, avec Alain Briaux, Éditions Hors Collection, 2006;  éditions Le Grand Livre du Mois, 2006.
- Les années cool, une jeunesse de rêves, 1969-1979, ouvrage collectif dirigé par Martine Ravache, Éditions du Panama, 2006.
- Les meilleurs blagues Ch'tis, avec Alain Briaux, Leduc.S Éditions, 2008.

### Éditions, adaptations et traductions en français
- Mohamed Ali Story, de Don Atyeo et Felix Dennis, avec Michel Sutter, Éditions de France, 1976.
- Elvis et Moi, de Priscilla Presley, éditions Ramsay, 1986; France Loisirs, 1987; J’ai Lu, 1987; réédité sous le titre Elvis intime, éditions Ramsay, 1997; puis Elvis mon amour, éditions Ramsay, 2002; réédition Ramsay poche, 2007.
- Le Monde d’Elvis, de J. & M. Stern, éditions Ramsay, 1987, réédition 1991;  éditions France Loisirs, 1988.
- Jackson Story, de La Toya Jackson, éditions Ramsay, 1991; réédité sous le titre Michael Jackson, la légende, J.-C. Gawsewitch Éditeur, 2009.
- Freddie Mercury, Queen, de Rick Sky, Spengler éditeur, 1994.

## Productions, réalisations et enregistrementsin situ+ textes des livrets
33 tours Vogue :
- 1969 : Katmandou, musique folklorique et religieuse du Népal
- 1970 : Musiques des communautés indigènes du Mexique

33 tours BAM - Disc'AZ :
- 1973 : Marrakech, musique populaire de la place Djemaa El Fna
- 1975 : Les tambours magiques de Ceylan
- 1975 : Démons et merveilles à Bali
- 1976 : Le Ramayana à Bali
- 1976 : Diableries péruviennes

33 tours Arion :
- 1980 : Bali éternel
- 1980 : Musique des tribus chinoises du Triangle d'Or

33 tours Playa Sound :
- 1987 : Bali, le Ramayana
- 1989 : Thaïlande, musique traditionnelle et chants populaires
- 1989 : Les tambours magiques de Sri Lanka

33 tours puis CD Média 7 :
- 1989, 1993 : L'Âge d'or des Yéyés

CD Globe Music, Média 7 :
- 1989 : Sri Lanka, percussions magiques
- 1989 : Pérou, musiques et chants des Cordillères noires et blanches
- 1989 : Thaïlande, musiques et chants des peuples du Triangle d'Or
- 1989 : Mexique, musiques des Indiens Mayas, Coras, Totonaques

CD Playa Sound :
- 1995 : Magic Bali, le Ramayana
- 1998 : Sones de Santiago de Cuba
- 1999 : Viêt-nam, musiques royales de Hué, musiques et chants populaires de Hanoi

CD Air Mail Music - Sunset France :
- 1998 : Birmanie
- 1998 : Vietnam
- 1998 : Cuba
- 1998 : Bali
- 1998 : Thaïlande Koh Samui
- 2000 : Cambodge
- 2001 : Sri Lanka
- 2001 : Mexique
- 2003 : Corée
- 2005 : Laos

CD Buda Musique :
- 2000 : Thaïlande, musiques et chants du Triangle d'Or
- 2004 : Sri Lanka : maîtres-tambours guérisseurs
- 2008 : Chine, jeunes virtuoses de Shanghai

CD Arion :
- 2001 : Myanmar, les rythmes de Bagan et Mandalay
- 2001 : Cambodge, musiques Khmères, royale et populaire
- 2005 : Musiques et chants du Laos, Luang Prabang et Vientiane

CD Frémeaux & Associés :
- 1996 : Roots of rock n’ roll 1927-1938 Vol. 1
- 1997 : Roots of rock n’ roll 1938-1946 Vol. 2
- 1998 : Roots of rock n’ roll 1947 Vol. 3
- 1999 : Roots of rock n’ roll 1948 Vol. 4
- 2000 : Roots of rock n’ roll 1949 Vol. 5
- 2001 : Roots of rock n’ roll 1950 Vol. 6
- 2002 : Roots of rock n’ roll 1951 Vol. 7
- 2003 : Roots of rock n’ roll 1952 Vol. 8
- 2003 : Pop Culture, interviews et reportages de François Jouffa, 1964-1970
- 2005 : Maurice Chevalier, son dernier concert
- 2013 : Anthologie du Rock français, 1960-1962
- 2015 : Anthologie du Rock fifties en français, 1956-1960
- 2017 : Anthologie Twist français, 1961-1962
- 2017 : Yéyé VO/VF
- 2017 : C'est le Madison. Anthologie 1962

CD Frémeaux, enregistrements in situ :
- 2007 : Les maîtres de Sri Lanka
- 2008 : Chine, le théâtre opéra de Pingyao
- 2008 : Viêt-nam, Hanoi et Hué
- 2009 : Katmandou 1969. La fête de la petite Déesse vivante (double CD).
- 2009 : Mexique, musiques et chants des Amérindiens. Peuples Maya, Totonaque, Cora ; réédition titrée Mayas, révélation d'un temps sans fin, avec le musée du Quai Branly (2014)
- 2009 : Pérou, cordillères noire et blanche. Huaraz
- 2010 : Pérou, au pays du Temple du soleil. Musiques incas et métisses de Lima, Puno, Cuzco, Ayacucho et d'Amazonie
- 2010 : Les nomades du Niger, Peuls Bororos et Touaregs
- 2010 : Le Ramayana à Bali
- 2011 : Tibet. Le Jokhang de Lhassa
- 2012 : Corée, percussions et chants de Hahoe et Kyongju
- 2012 : Santiago de Cuba, la reina del "son"
- 2013 : Thaïlande, musiques et chants du Triangle d'Or. Peuples Meo, Lisu, Shan, Lahu Nyi, Yao, Akha, Karen Skaw (double CD).
- 2014 : Ceylan. Chants d'amour à Sigiriya, Sri Lanka
- 2015 : Tibet. Musiques et prières aux monastères des Bonnets Jaunes : Tashilhunpo, Ganden, Séra
- 2016 : Mexique. L'art disparu du violon Huastèque 1969-1976
- 2017 : Inde du Sud. Musiques carnatiques : Cochin, Tanjore, Rameswaram (triple CD)
- 2023 : Koh Samui authentique. Thaïlande 1989-1998
- 2025. Indochine. Cambodge, Laos, Viet Nam (triple CD)

CD Éditions l’Archipel : 
- 2002 : Johnny parle. Avec la collaboration de Michel Vial
- 2003 : Johnny raconté par ses amis

CD Éditions Ramsay :
- 2003 : 80 minutes de blues aux sources des Stones. Avec le choix de Jacques Barsamian

CD Éditions Tallandier :
- 2005 : Histoire du rock